# Singhofen

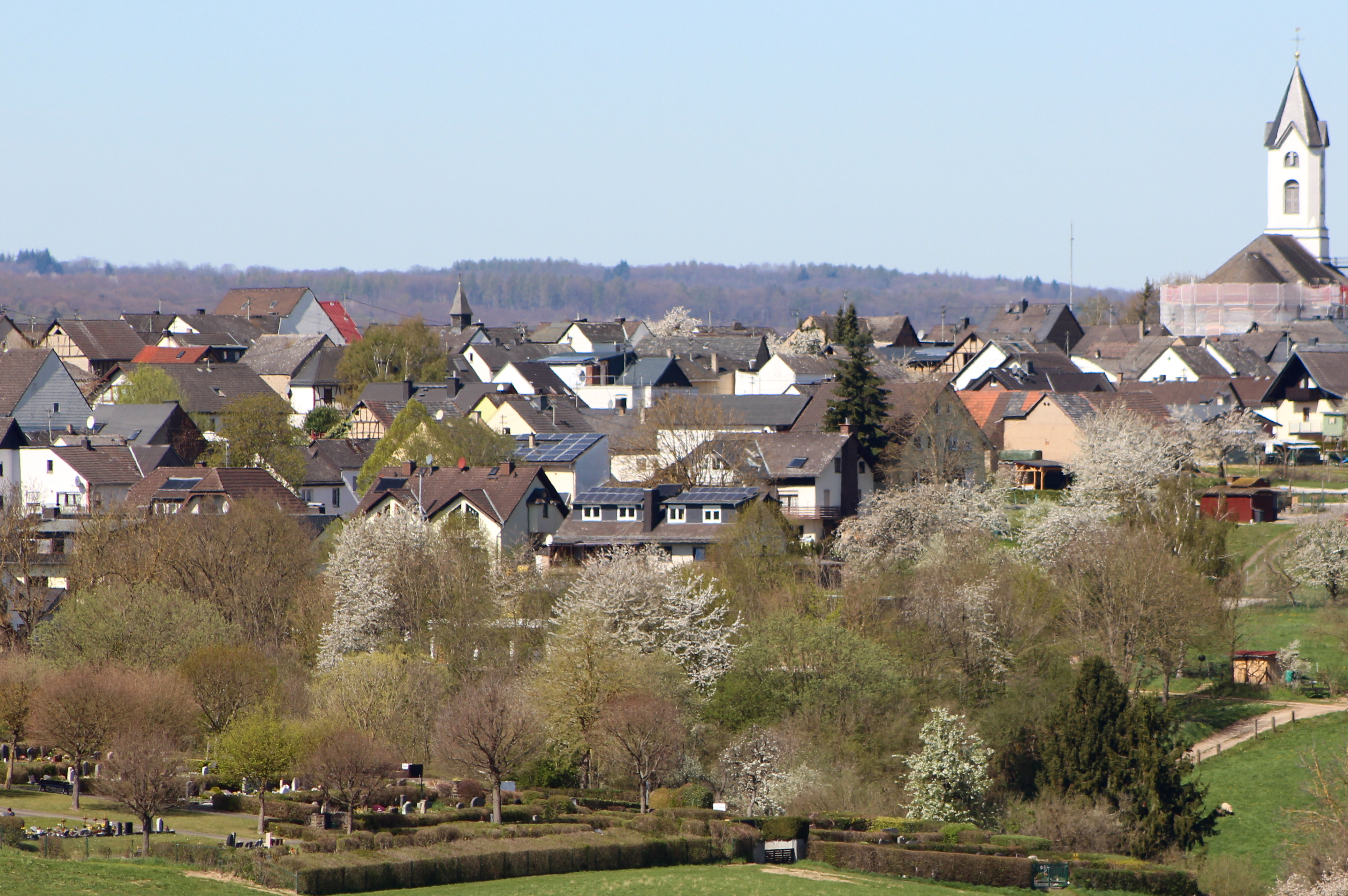
Singhofen (2022)

Singhofen ist eine Ortsgemeinde im Rhein-Lahn-Kreis in Rheinland-Pfalz. Sie gehört der Verbandsgemeinde Bad Ems-Nassau an.

## Geographie

### Lage

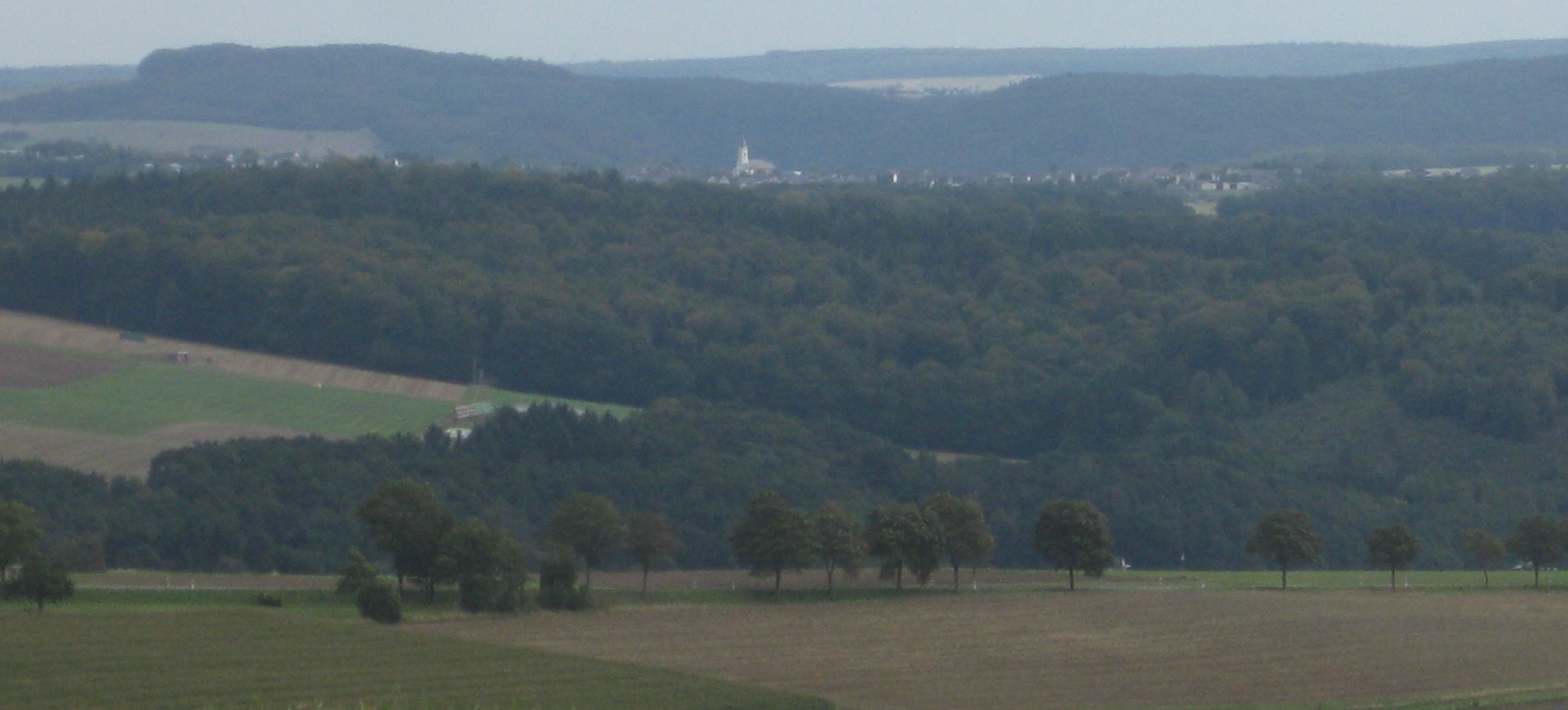
Singhofen im Taunus vom Aussichtspunkt Heisebäumchen bei Dachsenhausen. Blick nach Osten über das Mühlbachtal.

Singhofen liegt im Nordwesten des Taunus (westlicher Hintertaunus), rund fünf Kilometer südlich der Lahn. Auf einer Hochfläche zwischen dem Mühlbachtal im Westen und Dörsbachtal im Osten, liegt der Ort auf einer Höhe von 317 m ü. NHN.

### Gemeindeteile
Zu Singhofen gehören auch die Wohnplätze Altbäckersmühle, Augustinermühle, Birkenhof, Hof Bubenborn, Tennermühle, Lindenhof, Neubäckersmühle, Neumühle, Schulmühle.

### Klima
Der Jahresniederschlag beträgt 735 mm.

## Geschichte
Funde auf dem Hügelgräberfeld „Wildstruth“, angelegt zwischen 800 und 500 v. Chr., weisen auf eine lange Siedlungsgeschichte hin. Die Alteburg genannte Siedlungsstätte wurde im 5. Jahrhundert v. Chr. als befestigter Ort angelegt, wie durch Funde von Feuerstellen und Scherben bei Ausgrabungen 1905 gezeigt wurde.
Singhofen wurde im Jahr 1139 erstmals in einer Schenkungsurkunde des Trierer Erzbischof Albero von Montreuil erwähnt, die er Ende Juni 1139 auf einer Trierer Diözesansynode zur Gründung von Kloster Arnstein ausstellen ließ. Sie enthält die Gründungsanerkennung des Klosters und eine Aufzählung dessen Besitzungen, Schenkungen des Grafen Ludwig III. von Arnstein und seiner Gemahlin Guda. Darunter werden drei Höfe in Singhofen genannt. Um das Jahr 1158 erwarben die Grafen Walram I. von Nassau und Heinrich II. von Katzenelnbogen gemeinsam dieses Territorium, das 29 Dörfer umfasste und zu dem auch Singoven gehörte. Die Grundherrlichkeit von Sinckofen wurde 1346 an die Abtei Arnstein verpfändet.
Um 1420 gab es 16 Haushalte im Dorf, das bis zum Ausbruch des Dreißigjährigen Krieges auf mehr als 50 anwuchs. Drei Viertel der Bevölkerung kamen im Kriegsverlauf durch Plünderungen und Brände um, der frühere Dorfkern, der am Kircheborn oder Alten Born (Quelle) lag, wurde zerstört. Um 1681 waren wieder 37 Haushalte zu verzeichnen.
Singhofen gehörte zum später „Vierherrisches auf dem Einrich“ genannten Kondominium, das im gemeinschaftlichen Besitz von Hessen-Kassel und verschiedener Linien von Nassau war. Es war zuletzt bis 1774 dem nassau-saarbrückischen Quartier zugeordnet. Nach dessen Teilung kam Singhofen zum dreiherrischen nassauischen Amt Nassau. Von 1806 an gehörte Singhofen zum Herzogtum Nassau, das 1866 vom Königreich Preußen annektiert wurde.
Der Grundstein der evangelischen Kirche wurde am 5. Mai 1839 gelegt. Die Einweihung, die mehr als 2000 Einwohner miterleben durften, erfolgte dann am 13. Dezember 1840. Im Volksmund wird sie auch „Einrichdom“ genannt.
Die Einwohnerschaft entwickelte sich im 19. und 20. Jahrhundert wie folgt: 1843: 1033 Einwohner, 1927: 994 Einwohner, 1964: 1082 Einwohner.

### Etymologie
Auf dem derzeitigen Stand der Forschung ist man sich sicher, dass sich Singhofen aus zwei Wortteilen zusammensetzt:
a) -hofen: von Hube, evtl. immer als Mehrzahl: tres (drei) huben (aus der Schenkung von 1139)
b) Seng-, Sing-: hier gibt es nach dem deutschen Wörterbuch von Grimm drei Möglichkeiten:
b 1) Zingel (Singel) = Einzäunung, Umfriedung; Singhofen = eingefriedete Höfe
b 2) Singel = kleine runde Kieselsteine (Kiesvorkommen); Singhofen = Höfe auf dem Kies
b 3) Seng = Rodung durch Brand (beste Erklärung); Singhofen = Höfe der Brandrodung

## Politik

### Gemeinderat
Der Gemeinderat in Singhofen besteht aus 16 Ratsmitgliedern, die bei der Kommunalwahl am 9. Juni 2024 in einer personalisierten Verhältniswahl gewählt wurden, und dem ehrenamtlichen Ortsbürgermeister als Vorsitzendem.
Die Sitzverteilung im Gemeinderat:
| Wahl | SPD | CDU | FWG | Gesamt   |
| ---- | --- | --- | --- | -------- |
| 2024 | 4   | 5   | 7   | 16 Sitze |
| 2019 | 5   | 4   | 7   | 16 Sitze |
| 2014 | 6   | 4   | 6   | 16 Sitze |
| 2009 | 6   | 5   | 5   | 16 Sitze |
| 2004 | 5   | 6   | 5   | 16 Sitze |

- FWG = Freie Wähler Gruppe Singhofen e. V.

### Bürgermeister
Ortsbürgermeister von Singhofen ist Detlef Paul (SPD). Bei der Direktwahl am 26. Mai 2019 wurde er mit einem Stimmenanteil von 68,23 % und am 9. Juni 2024 als einziger Bewerber mit 65,2 % jeweils für fünf weitere Jahre wiedergewählt.

### Wappen
| Wappen von Singhofen | Blasonierung: „In Gold ein zwölffaches blaues Windrad mit doppelter Windfahne über einem aus dem Schildfuß wachsenden, aus fünfzehn schwarzen Pfählen stilisierten dreitürmigen Palisadenwall.“ |
| Wappen von Singhofen | Wappenbegründung: Das Windrad symbolisiert das Wendleps genannte 27fache Lamellenwindrad (ca. 21 m hoch und 7 m im Durchmesser), das 1907 als Wasserpumpe (zur Speisung des Hochbehälters) errichtet und 1987 zum Industriedenkmal erhoben wurde. Es steht seitdem unter Denkmalschutz und ist das Wahrzeichen von Singhofen. Der stilisierte Wall im Schildfuß repräsentiert das Ringwallsystem der ersten Siedlung Alteburg. Das Gemeindewappen wurde 1991 genehmigt. |

## Verkehr
Etwa 1,5 km südöstlich der Ortsmitte befindet sich das Segelfluggelände Singhofen.

## Persönlichkeiten
- Christian Minor (1813–1892), Posthalter und Wirt in Singhofen, nassauischer Landtagsabgeordneter
- Minna Alken-Minor (1860–1905), Opernsängerin
- Martin Stöhr (1932–2019), evangelischer Theologe, Hochschullehrer, Akademiedirektor und Friedensaktivist
- Axel Schmidt (* 1961), gebürtiger Singhofer, Fußballspieler und Unternehmer

## Sonstiges
In Singhofen befindet sich die 1975 in Betrieb genommene, zentrale Abfalldeponie des Rhein-Lahn-Kreises.